# Иън Ашли
Иън Ашли (на английски: Ian Ashley) е бивш пилот от Формула 1. Роден е на 26 октомври 1947 в Вупертал, Германия. В кариерата си на пилот от Формула 1 се е състезавал за тимовете на Токен, Уилямс, БРМ и Хескет.
Преди да започне кариерата си, през 1966 година завършва школата за автомобилни пилоти - „Jim Russell Racing School“. Започва да кара във Формула 5000 през 1972 и е един от водещите пилоти през 1973 година, когато печели Европейската титла. През 1974 година остава трети.
През 1975 година се състезава във Формула 1 за екипа на Уилямс.
През 1977 претърпява тежък състезателен инцидент.
След прекратяване на кариерата си е пилот на чартърни авио-полети в САЩ.